# Heterolocha aristonaria
Heterolocha aristonaria là một loài bướm đêm trong họ Geometridae.